# روبن ستراسر
روبن ستراسر (بالإنجليزية: Robin Strasser)‏;(مواليد 7 مايو 1945 في نيويورك، ولاية نيويورك، الولايات المتحدة الأمريكية), مُمثِلة تلفزيون ومسرح وسينما أمريكية, دخلت المجال الفني في عام 1964 واشتهرت عندما مثلت شخصية «دوريان لورد فيكرز بوكَنان» في المُسلسل الشَهير حياة واحدة للعيش.

## وصلات خارجية
- روبن ستراسر على موقع IMDb (الإنجليزية)
- روبن ستراسر على موقع قاعدة بيانات برودواي على الإنترنت (الإنجليزية)
- روبن ستراسر على موقع قاعدة بيانات الفيلم (الإنجليزية)
- روبن ستراسر في قاعدة بيانات الأفلام على الإنترنت.
- صفحة روبن ستراسر في تويتر.